# Tetrathylacium
Tetrathylacium är ett släkte av videväxter. Tetrathylacium ingår i familjen videväxter.
Kladogram enligt Catalogue of Life:
| Tetrathylacium | \| \| Tetrathylacium johansenii \| \| \| \| \| \| Tetrathylacium macrophyllum \| \| \| \| |
|                | \| \| Tetrathylacium johansenii \| \| \| \| \| \| Tetrathylacium macrophyllum \| \| \| \| |
|                | Tetrathylacium johansenii                                                                 |
|                |                                                                                           |
|                | Tetrathylacium macrophyllum                                                               |
|                |                                                                                           |